# Nevus
Nevus (del llatí: nævus, marca de naixement) o popularment cirera és una malformació de la pell benigna, circumscrita i estable, consistent en un excés local d'algun dels components de la pell i, ocasionalment, de les mucoses. És susceptible de sofrir degeneracions canceroses.
Usant el mot nevus d'una manera més laxa, la majoria dels metges i dermatòlegs es refereixen a una variant del nevus anomenada "nevus melanocític", la qual està composta de melanòcits. Histològicament els nevus melanocítics es diferencien dels lentígens (també un tipus de taques benignes pigmentades) per la presència de nius de melanòcits que els lentígens no tenen.

## Classificació
La classificació està basada en l'origen de la línia cel·lular.

### Nevus melanocítics
Deriven dels melanòcits.
- Nevus congènit. Quan és present d'ençà del naixement o prop del naixement.
- Nevus melanocític adquirit. Implica un nevus melanocític adquirit més tard en la vida. La majoria dels nevus melanocític són d'aquest tipus.
- Nevus displàstic amb característiques anormals difícils de distingir d'un melanoma. Poden ser un marcador de risc de desenvolupar melanomes.

### Nevus epidèrmics
Deriven de queratinòcits.
- Nevus epidèrmic: congènit, color de carn, aixecat o berrugós, sovint lesió linear, normalment en la meitat superior del cos.
- Nevus sebaci de Jadasshon: variant del nevus epidèrmic en el cuit cabellut presentant-se com una zona carnosa o groguenca sense pèl.

### Nevus del teixit connectiu
Deriven de cèl·lules del teixit connectiu com els adipòcits i fibroblasts.
- Nevus del teixit connectiu: carnós, nòduls profunds. Rar.

### Nevus vasculars
Deriven d'estructures dels vasos sanguinis.
- Hemangioma (marca maduixa).
- Nevus flami (taca de color vi).
- Angioma aràcnid (nevus araneus).

### Nevus poroqueratòsic del ducte eccrí
Trastorn de la queratinització de la pell. Es presenta com a pàpules o plaques que, típicament, afecten zona distal d'extremitats. Les lesions són lineals i segueixen les línies de Blaschko.

### Nevus en la cultura popular
L'aparició del nevus s'ha atribuït vulgarment a un «desig» no satisfet de cirera.

### Altres
- Nevus de Becker

## Diagnòstic dels nevus

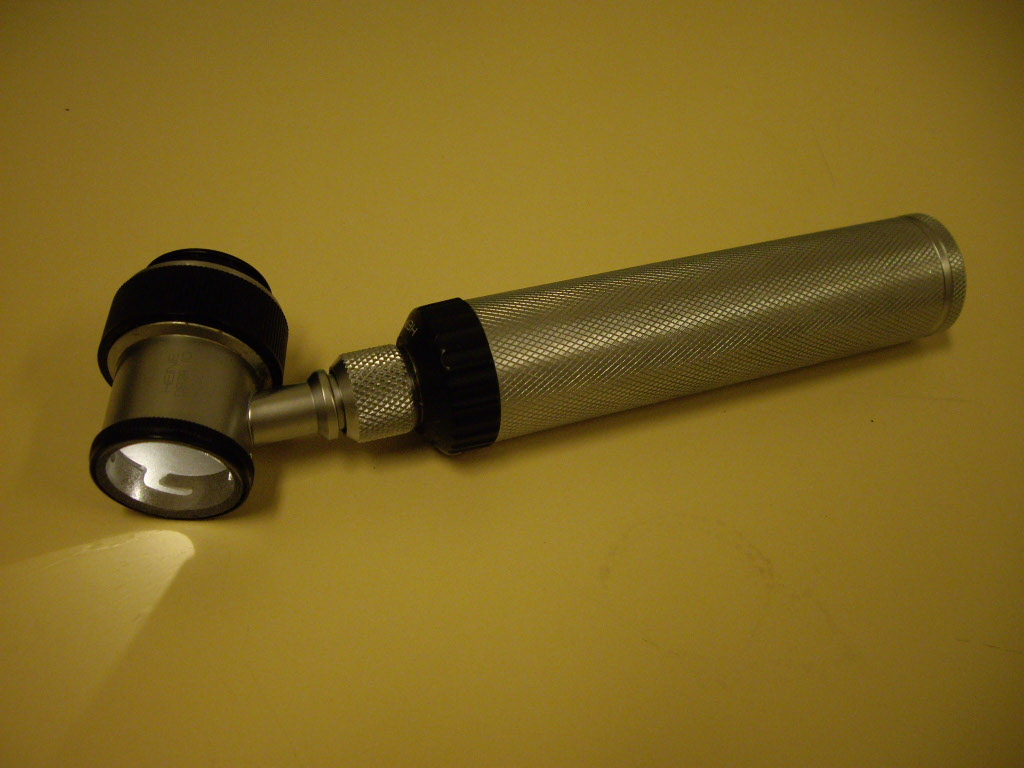
Un dermatoscop.

El diagnòstic clínic dels nevus melanocitics des d'altres nevus es pot fer a ull nu amb la Guia ABCD, o amb dermatoscòpia. La principal preocupació és distingir entre un nevus benigne, un nevus displàstic i un melanoma. Pot ser necessària una biòpsia de la pell.